# Léglise
Léglise (valonă Leglijhe sau Lèglije) este o comună francofonă din regiunea Valonia din Belgia. Comuna este formată din localitățile Léglise, Assenois, Ébly, Mellier, Witry, Habaru, Bernimont, Chevaudos, Lavaux, Naleumont, Nivelet, Les Fossés, Burnaimont, Narcimont, Gennevaux, Wittimont, Thibessart, Rancimont, Chêne, Vaux-lez-Chêne, Maisoncelle, Bombois, Traimont, Volaiville, Winville, Behême și Vlessart. Suprafața totală a comunei este de 172,92 km². La 1 ianuarie 2008 comuna avea o populație totală de 4.341 locuitori. 